# داريل وينفيلد
داريل وينفيلد (بالإنجليزية: Darrell Winfield)‏ هو عارض أمريكي، ولد في 30 يوليو 1929، وتوفي في 12 يناير 2015 في ريفرتون في الولايات المتحدة.